# جسیکا هولمز
جسیکا هولمز (به انگلیسی: Jessica Holmes) (زاده ۲۳ دسامبر ۱۹۷۳) کمدین و بازیگر کانادایی است.